# Hydrellia soikai
Hydrellia soikai är en tvåvingeart som beskrevs av Timothy M. Cogan 1980. Hydrellia soikai ingår i släktet Hydrellia och familjen vattenflugor.
Artens utbredningsområde är Kongo. Inga underarter finns listade i Catalogue of Life.